# محوطه دره کهمان
دره کهمان مربوط به دوران پیش از تاریخ ایران باستان است و در شهرستان سلسله (در نزدیکی الشتر) در روستای دره تنگ علیا و دره تنگ سفلی و در محدوده شمال شرقی شهرستان واقع شده و این اثر در تاریخ ۱۸ اردیبهشت ۱۳۸۰ با شمارهٔ ثبت ۳۷۵۵ به‌عنوان یکی از آثار ملی ایران به ثبت رسیده است.
دره کهمان در موقعیت جغرافیایی N335901 E482102 در استان لرستان (شهرستان سلسله) واقع است. محوطه کهمان یکی از معروفترین جاذبه‌های ژئوتوریسم در منطقه است. درختان سر به فلک کشیده و کهنسال، طبیعت زیبا، یخچال‌های دائمی، غارهای متعدد، گیاهان دارویی کمیاب، چشمه‌های زیاد و آب و هوای بسیار دلپذیر آن از جمله ویژگی‌های طبیعی این منطقه است.

## واژه‌شناسی
نام گذاری منطقه «کهمان» به دوره‌های باستان بازمی‌گردد که در آن پادشاهان و کیانیانی در بطنش به تفرج و خوشگذرانی می‌پرداخته‌اند. کهمان بر گرفته از واژه «کی امان» به معنای (امانگاه کیان - مامن پادشاه) است. کهمان در زبان محلی (لکی)، «کیه مو» خوانده می‌شود.
در جایی دیگر آمده است که: واژه کهمان احتمالاً از ترکیب دو واژه (لکی و فارسی پهلوی) «کی» به معنای پادشاه و «مان» به معنای آمدن که در کل به معنای جایی است که پادشاهان به آنجا می‌آیند، ایجاد شده است.

## پوشش گیاهی و زیست‌بوم
پوشش گیاهی این منطقه پوشیده از درختان کهن‌سال بلوط، گردو، انجیر، چنار، گلابی کوهی، زالزالک، زبان گنجشک، سیب، صنوبر، سپیدار، آلوی کوهی، و درختچه‌های گَوَن است. پهنه‌های کوهستانی منطقه کهمان، جنگل‌های انبوه و پوشش غنی گیاهی آن موجب شده که کهمان زیستگاه بسیار مناسبی برای حیوانات و پرندگان باشد. از جمله حیات وحش این منطقه می‌توان به خرس، پلنگ، گرگ، کفتار، روباه، شغال، گورکن، سنجاب، سگ آبی، سمور، موش خرما، کل، بز، قوچ، میش، کبک کوهی، گراز، خوک، تیهو، کبک دری، گنجشک، بلدرچین، قرقاول، کلاغ و دیگر انواع خزندگان، پرندگان و بندپایان اشاره کرد.
عمر برخی از درختان گردو این منطقه به یکصد سال و قطر برخی از درختان این دره به چندین متر می‌رسد که در حال حاضر در مالیکت افراد محلی هستند.
لزوم حفاظت از محیط زیست منطقه اعم از پوشش گیاهی و جانوری بسیار احساس می‌شود. از طرفی مناطق پایین دست کهمان با بحران زباله‌های به جا مانده از مسافرین و گردشگران رو به رو است.